# Frank Bovenkerk
Frank Bovenkerk (Haarlem, 25 september 1943) is een Nederlands cultureel antropoloog en criminoloog. 
Bovenkerk was van 1988 tot 2008 als hoogleraar verbonden aan het Willem Pompe Instituut, het criminologisch en strafrechtelijk instituut van de Universiteit Utrecht. Thans is hij nog als hoogleraar emeritus aan dit instituut verbonden. Van 2009 tot 2013 was hij als bijzonder hoogleraar radicaliseringsstudies aan de FORUM Frank J. Buijs Leerstoel verbonden, aan de Universiteit van Amsterdam, Instituut voor Migratie en Etnische Studies. Hij is vooral bekend om zijn onderzoek naar extreemrechts in Nederland.
- Bibsys: 7062054
- Bibliothèque nationale de France: cb12158255d (data)
- Digitale Bibliotheek voor de Nederlandse Letteren: bove013
- Gemeinsame Normdatei: 139489290
- International Standard Name Identifier: 0000 0001 1692 6033
- Library of Congress Control Number: n50045310
- Nationale Bibliotheek van Letland: 000025334
- NARCIS: PRS1236364
- Nationale Bibliotheek van Israël: 987007275459605171
- Nederlandse Thesaurus van Auteursnamen: 068913087
- Système universitaire de documentation: 030098416
- Virtual International Authority File: 101223209
- WorldCat: E39PBJwX7MgCtDy3FhbtpKR9Xd